# Paul Thompson
Paul Thompson (n. 13 mai 1951, Newcastle-upon-Tyne, Anglia) a fost bateristul trupei Roxy Music din 1971 până în 1980 și din nou din 2001 până în prezent.